# Park Jang-hyuk
Pour les articles homonymes, voir Park.
Park Jang-hyuk (en coréen : 박장혁) est un patineur de vitesse sur piste courte sud-coréen.

## Biographie
Park Jang-hyuk naît le 31 octobre 1998 à Séoul.
Au cours de la saison de Coupe du monde de patinage de vitesse sur piste courte 2021-2022, il obtient deux médailles de bronze au 1500 mètres, ainsi que l'or et l'argent à deux épreuves de relais masculin.
Il participe aux épreuves de patinage de vitesse sur piste courte aux Jeux olympiques de 2022 sur le 1000 mètres, ainsi qu'aux relais mixte et masculin.